# Ante Šprlje
Ante Šprlje, né le 20 août 1979, est un homme d'État croate membre du Pont des listes indépendantes (MOST).
Il est ministre de la Justice du 22 janvier 2016 au 27 avril 2017, date à laquelle il est limogé pour avoir voté en faveur d'une motion de censure visant le ministre des Finances Zdravko Marić.